# Robbie Deas
Robbie Guthrie Deas (* 27. Februar 2000 in Perth) ist ein schottischer Fußballspieler, der beim FC Kilmarnock unter Vertrag steht.

## Karriere

### Verein
Robbie Deas begann seine Karriere in der Jugendmannschaft des Blue Brazil Boys Club. Im Jahr 2011 kam er zu Celtic Glasgow. Bis zum Jahr 2020 war er in den verschiedenen Jugendmannschaften des Verein aktiv, zuletzt in der U20 mit der unter anderem am Challenge Cup teilnahm. Bereits im Alter von 18 Jahren hatte er 2018 seinen ersten Vertrag als Profi erhalten. Er erzielte für die U20 im Mai 2019 das Siegtor zum 3:2 im Finale des Glasgow Cup gegen die Glasgow Rangers. Dazwischen war er ab August 2018 zum Viertligisten FC Cowdenbeath verliehen. Ein Jahr später folgte eine Leihe mit dem Zweitligisten Alloa Athletic.
Nach den beiden Leihstationen verließ Deas Glasgow im Sommer 2020 ablösefrei und unterschrieb einen Dreijahresvertrag beim Zweitligisten Inverness Caledonian Thistle, bei dem er sich in der folgenden Zeit als Stammspieler durchsetzen konnte.

### Nationalmannschaft
Robbie Deas debütierte im Jahr 2016 in der schottischen U17-Nationalmannschaft und nahm mit ihr 2017 an der Europameisterschaft in Kroatien teil, bei der die Mannschaft nach der Gruppenphase ausschied. Deas kam dabei in zwei Gruppenspielen zum Einsatz. Nach dem Turnier spielte Deas in der nachfolgenden U19-Nationalmannschaft. Bis 2019 absolvierte er fünfzehn Länderspiele, in denen ihm als Abwehrspieler ein Tor gelang. Im Juni 2021 wurde er zudem für zwei aufeinander folgende Freundschaftsspiele gegen Nordirland in die U21-Nationalmannschaft berufen und bestritt eines der beiden Spiele.